# Oni Blackstock
Pour les articles homonymes, voir Blackstock.
Oni Blackstock, née le 4 novembre 1977, est une médecin et chercheuse américaine, spécialisée dans le domaine des soins de santé primaires et du VIH. Elle a été commissaire adjointe du Bureau du VIH pour le ministère de la Santé de la ville de New York. Ses recherches portent sur les expériences des femmes et des personnes de couleur dans le domaine des soins de santé.

## Biographie
Oni Blackstock grandit à Brooklyn. Elle fréquente le Stuyvesant High School à New York,. Elle obtient, tout comme sa sœur jumelle Uché Blackstock, son diplôme de médecine à l'université Harvard. Sa mère, Dale Gloria Blackstock, née Evans, a également étudié la médecine à Harvard, avant de se spécialiser en néphrologie. Elle était bénéficiaire du programme d'action positive de la Harvard Medical School. 
Oni Blackstock perd sa mère à l'âge de quarante-sept ans des suites d'une leucémie. Elle intègre ensuite une formation en médecine interne de soins de santé primaires au Montefiore Medical Center / Albert Einstein College of Medicine, où elle a également été cheffe de résidence en soins ambulatoires. Elle effectue un stage clinique sur le VIH au NYC Health + Hospitals/Harlem, puis poursuit un programme de bourses cliniques de la Fondation Robert Wood Johnson à la Yale School of Medicine.
Parallèlement à ses recherches et à son travail de médecin, Oni Blackstock partage ses expériences sur les médias sociaux, et notamment sur Twitter. En 2019, elle est honorée par le magazine Out pour ses efforts visant à mettre fin à l'épidémie de VIH. Sa sœur, Uché Blackstock, est médecin urgentiste.

## Recherches et carrière professionnelle

### VIH et infections sexuellement transmissibles
Les recherches d’Oni Blackstock sont axées sur la gestion efficace du VIH, en particulier pour les femmes, les minorités et les autres groupes de personnes marginalisées. Elle affirme que les programmes qui cherchent à lutter contre le VIH et les infections sexuellement transmissibles doivent reconnaître l'impact du racisme et du sexisme sur la santé mentale et physique des patients. Elle a déclaré s'être intéressée à l'impact du VIH sur les femmes en raison du rôle central que celles-ci jouent souvent en tant que dispensatrices de soins. Dans le cadre de ses recherches, elle a notamment constaté que les femmes donnent souvent la priorité à la santé des autres membres de la famille, plutôt qu'à leur propre santé.
En 2017, elle est soutenue quant à la mise en place d’un projet de recherche sur le VIH dans les Centres pour le contrôle et la prévention des maladies ou Centers for Disease Control (CDC) afin d'améliorer la prévention du VIH dans les communautés à risque. Son projet, mené en partenariat avec l'organisation New York Harm Reduction Educators (NYHRE), concerne principalement les femmes du East Harlem et du Bronx,. Dans le cadre de ses recherches, elle constate que les recommandations du CDC empêchent les femmes à risque et potentiellement infectées par le VIH de recevoir des médicaments. Oni Blackstock a précédemment siégé au conseil consultatif des femmes du département de la santé de la ville de New York, qui cherche à rendre autonome les femmes dans leurs communautés.

### Campagnes de sensibilisation et santé sexuelle
En 2018, Oni Blackstock est nommée commissaire adjointe au ministère de la Santé de la ville de New York, où elle travaille au Bureau du VIH. Elle contribue à la mise en place de la campagne Living Sure, qui vise à encourager les femmes à développer un plan de santé sexuelle. Dans le cadre de ses efforts, elle œuvre à la promotion de la prophylaxie pré-exposition (PrEP) auprès des communautés de la ville de New York, qui sont les plus touchées par l'épidémie de VIH. Ces communautés comprennent notamment les femmes de couleur et les personnes LGBTQ,.
L'initiative Ending the Epidemic, qui a nécessité un investissement de vingt-trois millions de dollars, a permis de financer huit cliniques de la ville de New York pour des tests et des traitements gratuits ou à faible coût. Oni Blackstock est à l’origine de la campagne Made Equal, qui s'inscrit dans le cadre de l'initiative de la ville de New York U=U (Undetectable = Untransmittable). Le projet U=U a permis de faire passer le message selon lequel les personnes dont la charge virale est indétectable ne peuvent pas transmettre le virus à d'autres par voie sexuelle. En 2019, la chercheuse annonce que, grâce à ces interventions de santé publique, le nombre de cas de séropositivité a diminué de 67 % depuis 2001,.

### Pandémie du Covid-19
En avril 2020, le magazine Mother Jones présente les jumelles Blackstock comme étant toutes deux en première ligne de la lutte de la ville de New York contre la pandémie de Covid-19. En réponse aux preuves que le virus tue de manière disproportionnée la vie des personnes de couleur, Oni Blackstock qualifie l'épidémie de SRAS-CoV-2 soit de "pandémie de l'inégalité",. Dans le cadre de ses efforts pour ralentir la propagation du virus, Oni Blackstock et le Département de la santé de la ville de New York élaborent des conseils sur la manière d'avoir des relations sexuelles protégées pendant la période de pandémie, ainsi que des conseils aux personnes séropositives et aux prestataires de soins sur l'intersection du VIH et du Covid-19,.